# Horosnîțea, Mostîska
Horosnîțea (în ucraineană Хоросниця) este un sat în comuna Tvirja din raionul Mostîska, regiunea Liov, Ucraina.

## Demografie
Componența lingvistică a localității Horosnîțea
     Ucraineană (98,93%)
     Alte limbi (0,92%)
Conform recensământului din 2001, majoritatea populației localității Horosnîțea era vorbitoare de ucraineană (98,93%), existând în minoritate și vorbitori de alte limbi.